# Ramat ha-Šaron
Ramat ha-Šaron (hebrejsky רָמַת הַשָּׁרוֹן‎, doslova „Šaronská Výšina“, v oficiálním přepisu do angličtiny Ramat HaSharon) je město v Izraeli v Telavivském distriktu. Starostou je Jicchak Rochberger.

## Geografie

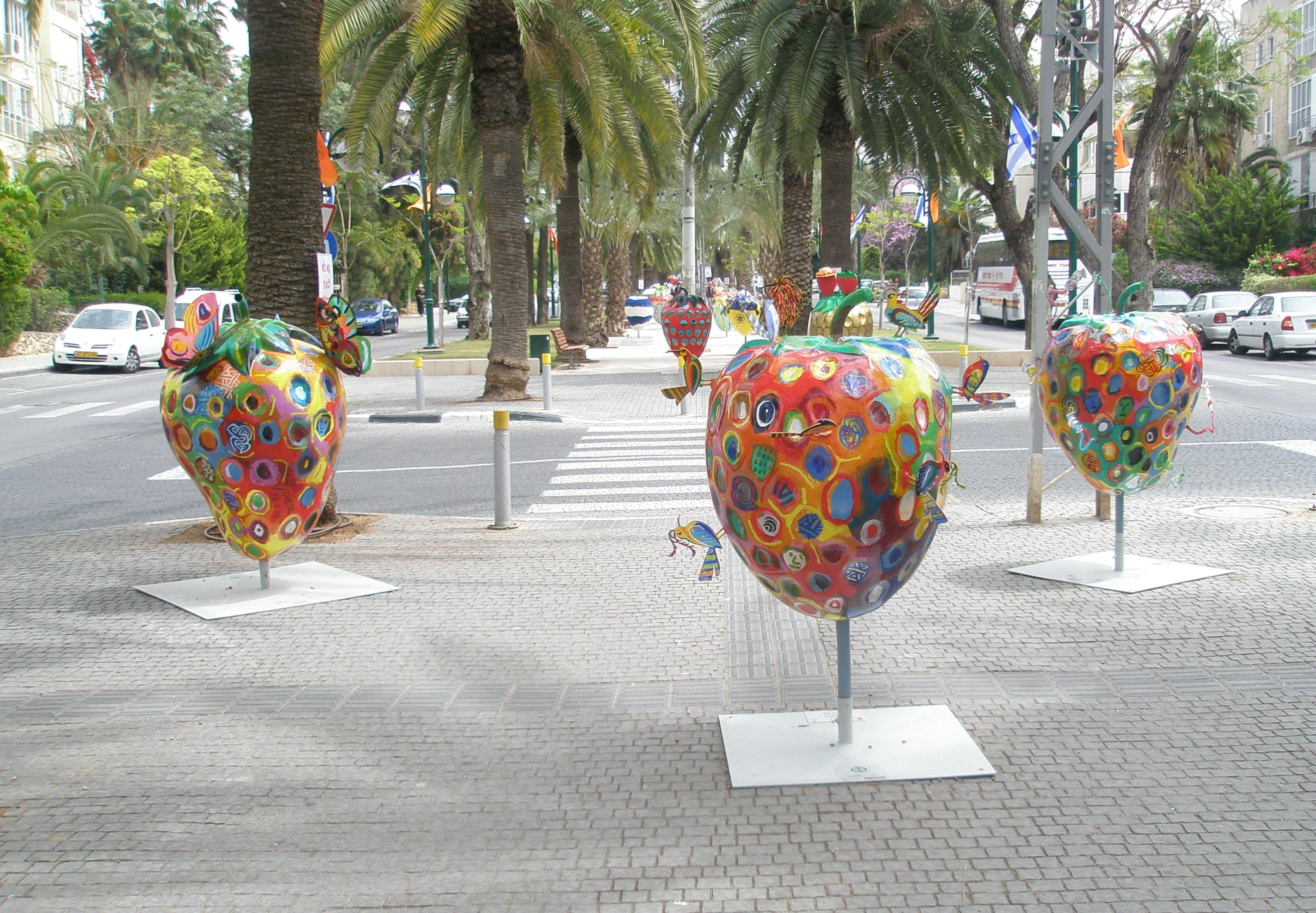
Sochy na veřejném prostranství v Ramat ha-Šaron

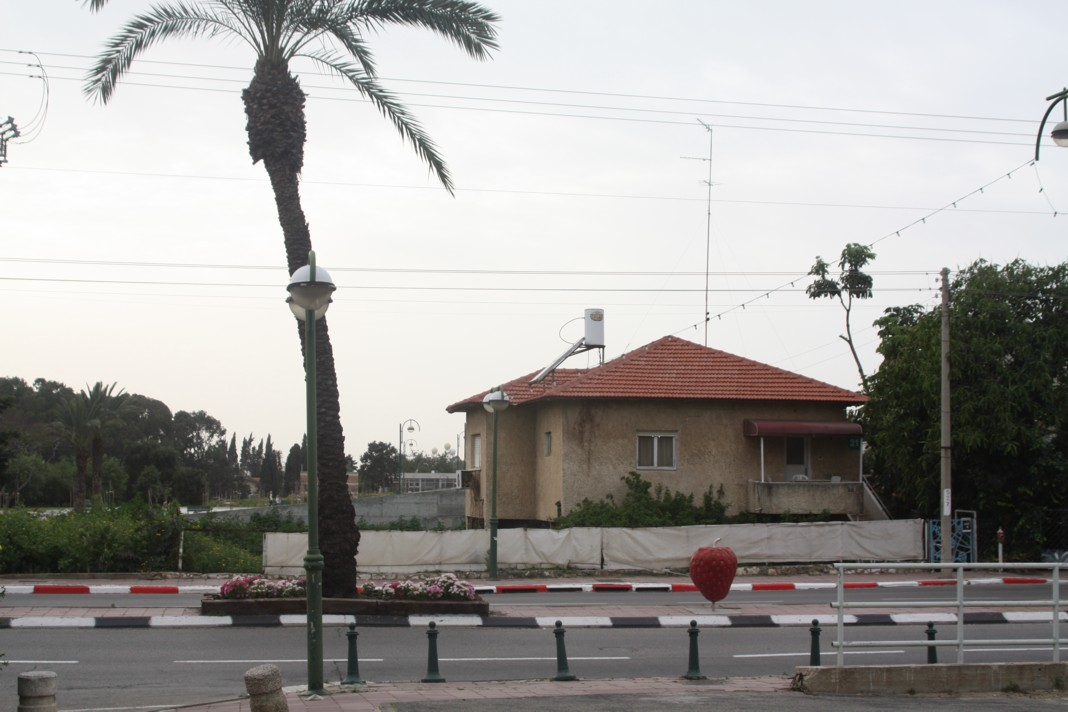
Stará zástavba v Ramat ha-Šaron

Leží v jižní části Šaronské planiny v nadmořské výšce 25 metrů, severovýchodně od Tel Avivu v metropolitní oblasti Guš Dan, nedaleko od pobřeží Středozemního moře. Na severu s ním sousedí město Herzlija a kibuc Glil Jam. Nachází se v hustě osídlené oblasti, která je etnicky zcela židovská. Jižně od města je souvisle zastavěná plocha aglomerace Tel Avivu předělena údolím řeky Jarkon.
Město je na dopravní síť napojeno pomocí četných komunikací v rámci aglomerace Tel Avivu, zejména dálnice číslo 20,dálnice číslo 4 a dálnice číslo 5.

## Dějiny
Ramat ha-Šaron byl založen roku 1923. Podle jiného zdroje došlo k založení již roku 1922. Původně se obec nazývala Ir Šalom (Město Míru). Následně bylo v roce 1932 přejmenováno na Kfar Ramat ha-Šaron (Vesnice na Šaronské výšině). Později bylo vypuštěno slovo Kfar s tím, jak obec získávala městský charakter.
Roku 1949 byla obec povýšena na místní radu (malé město) v roce 2003 na město.

## Demografie
Podle údajů z roku 2009 tvořili naprostou většinu obyvatel Židé - přibližně 40 100 osob (včetně statistické kategorie „ostatní“, která zahrnuje nearabské obyvatele židovského původu, ale bez formální příslušnosti k židovskému náboženství, přibližně 40 500 osob).
Jde o středně velkou obec městského typu s dlouhodobě mírně rostoucí populací. K 31. prosinci 2014 zde žilo 44 000 lidí. Většina budov ve městě je rezidenčního typu samostatně stojících pro rodiny se středními až vysokými příjmy, ačkoliv vyrůstá zde i množství nových řadových domků. Nachází se zde i jedno předměstí pro rodiny z nižšími příjmy, které je pozůstatkem imigračních vln z 50. let.
Méně než 50 % rozlohy města je zastavěno. Rozvoj obce je limitován ze dvou stran největším izraelským naftařským centrem a hlavním strojním skladištěm izraelské armády.
| Rok  | Obyvatelé |
| ---- | --------- |
| 1948 | 1 107     |
| 1949 | 1 632     |
| 1950 | 3 170     |
| 1951 | 7 220     |
| 1952 | 7 620     |
| 1953 | 7 730     |
| 1954 | 7 350     |
| 1955 | 7 350     |
| 1956 | 8 400     |
| 1957 | 9 680     |
| 1958 | 10 200    |
| 1959 | 10 200    |

| Rok  | Obyvatelé |
| ---- | --------- |
| 1960 | 10 400    |
| 1961 | 10 700    |
| 1962 | 11 100    |
| 1963 | 11 600    |
| 1964 | 12 900    |
| 1965 | 14 200    |
| 1966 | 14 900    |
| 1967 | 15 400    |
| 1968 | 15 900    |
| 1969 | 16 600    |
| 1970 | 17 600    |
| 1971 | 18 500    |

| Rok  | Obyvatelé |
| ---- | --------- |
| 1972 | 20 100    |
| 1973 | 22 400    |
| 1974 | 23 100    |
| 1975 | 24 400    |
| 1976 | 25 900    |
| 1977 | 27 600    |
| 1978 | 29 100    |
| 1979 | 30 100    |
| 1980 | 31 200    |
| 1981 | 31 700    |
| 1982 | 32 600    |
| 1983 | 32 500    |

| Rok  | Obyvatelé |
| ---- | --------- |
| 1984 | 34 100    |
| 1985 | 34 500    |
| 1986 | 35 100    |
| 1987 | 35 800    |
| 1988 | 36 100    |
| 1989 | 36 300    |
| 1990 | 36 900    |
| 1991 | 37 300    |
| 1992 | 37 301    |
| 1993 | 37 000    |
| 1994 | 36 600    |
| 1995 | 36 293    |

| Rok  | Obyvatelé |
| ---- | --------- |
| 1996 | 35 954    |
| 1997 | 35 836    |
| 1998 | 35 833    |
| 1999 | 35 600    |
| 2000 | 35 623    |
| 2001 | 35 605    |
| 2002 | 35 600    |
| 2003 | 35 600    |
| 2004 | 35 900    |
| 2005 | 36 200    |
| 2006 | 36 800    |
| 2007 | 37 500    |

| Rok  | Obyvatelé |
| ---- | --------- |
| 2008 | 39 000    |
| 2009 | 40 600    |
| 2010 | 41 300    |
| 2011 | 42 300    |
| 2012 | 43 100    |
| 2013 | 43 800    |
| 2014 | 44 000    |
| 2015 | 44 400    |
| 2016 | 45 100    |
| 2017 | 46 000    |
| 2018 | 46 700    |

## Sport
Ve městě sídlí Izraelské tenisové centrum založené v roce 1976, které hostí a organizuje mezinárodní, národní a oblastní tenisové turnaje. Kromě sportovního zázemí pro tenis, které zahrnuje 24 osvětlených kurtů a sportovišť, které dohromady pojmou na 4500 diváků, sídlí ve města také ústřední výbor této organizace, která spravuje 13 dalších tenisových center po celé zemi.
Zdejší ženský basketballový tým Electra Ramat ha-Šaron je jedním z předních týmů izraelské ligy a bývalý evropský šampion.
Zdejší fotbalový tým Ironi Nir Ramat ha-Šaron hraje v národní lize[kdy?].

## Partnerská města
- Tallahassee, Florida, USA
- Georgsmarienhütte, Německo
- Dunkerk, Francie